# فرفیلد پارک
فرفیلد پارک (به انگلیسی: Fairfield Park) یک روستا و محله مدنی در بریتانیا است که در بدفوردشایر واقع شده‌است.